# Hippana
Hippana (o Hipana, riportato anche Ippana/Ipana; in greco antico Ἱππάνα o Ἵπανα) fu un'antica città di età alto-ellenistica, in Sicilia, la cui ubicazione è ancora oggetto di discussione.
La città è stata identificata, seppur non unanimemente, con le rovine rinvenute sulla montagna dei Cavalli nel territorio di Prizzi, comune italiano della provincia di Palermo.

## Ubicazione
I resti di questa città, esistita tra il VII secolo a.C. e il 258 a.C. e che ebbe stretti rapporti con i greci, sono stati rinvenuti sulla montagna dei Cavalli, nei pressi di Prizzi. Ciononostante, non tutti gli archeologi e gli studiosi tendono a identificare Hippana con i suddetti resti rinvenuti sui monti Sicani.
Adolf Holm, ad esempio, ritenendola una città posta nelle vicinanze del mare, la identificò con i resti del centro abitato posto su monte Castellaccio, nel territorio di Termini Imerese. Salvatore Raccuglia, studioso siciliano, la identificò con la città di Caccamo; tale ipotesi, tuttavia, venne ritenuta "non sufficientemente dimostrata" da Biagio Pace, che a sua volta propendeva per l'identificazione di Hippana con il centro rinvenuto sulla montagna dei Cavalli di Prizzi. Rimane ingiustificata l'ipotesi di Luigi Pareti che localizzava Hippana "probabilmente ancora in zona siracusana".
Uno studio di Paolo Collura elenca una serie di toponimi di età medievale che designano la montagna dei Cavalli (o monte San Lorenzo) di Prizzi con il sottostante vallone, indicati come montis Ypane e vallonem de Ypanis o Ypano; una chiesetta medievale dedicata a san Lorenzo, di cui rimangono solo ruderi dopo il crollo nel periodo successivo al 1940, è indicata come chiesa di Sancti Laurentii de Ypano. L'oronimo stesso, come riportato da monsignor Giuseppe Crispi, era "colle di Pana".
Oltre al contributo della toponomastica medievale, per l'identificazione della città di Hippana con i resti archeologici di Montagna dei Cavalli a Prizzi risulta fondamentale l'apporto della numismatica: se il ritrovamento di una litra d'argento di provenienza ignota con i tipi dell'aquila su capitello e legenda ΙΠΑΝΑΤΑΝ al D/ e delfino più conchiglia al R/ conferma l'esistenza di una città denominata Hipana, senza fornire alcun elemento utile per una sua identificazione, il rinvenimento di monete della serie bronzea con toro cozzante (e iscrizione ΙΠΑ su alcuni esemplari) al D/ e astragalo al R/, riconiate sulla serie punica con testa maschile e cavallo in corsa e databili dalla seconda metà del IV secolo a.C., fanno propendere per una localizzazione della zecca di Hippana in questa zona della Sicilia centro-occidentale, area altamente interessata dai rinvenimenti di tali monete, e probabilmente proprio sulla montagna dei Cavalli, in cui sono stati trovati sedici esemplari.
Ulteriore elemento di prova è «la violenta distruzione alla metà del III sec. a.C., documentata dallo scavo» a Montagna dei Cavalli, che coinciderebbe con la distruzione di Hippana a opera dei Romani nel corso della prima guerra punica.

## Storia

### Età sicana
Indizi archeologici fanno presupporre la presenza di un primo vero e proprio insediamento indigeno nell’odierna Montagna di Cavalli già a partire dal IX secolo a.C. Tale centro abitato, certamente vitale tra il VII e il VI secolo a.C., venne popolato verosimilmente da Sicani attirati dalle favorevoli condizioni ambientali della zona che presenta un rilievo naturalmente ben difeso e condizioni idonee allo sfruttamento agro/pastorale e ricchezza di fonti di approvvigionamento idrico. Probabilmente il primo villaggio si sviluppò sulla parte più alta e lungo i suoi fianchi del monte; di questa fase le poche testimonianze archeologiche sono rappresentate dal rinvenimento, in più punti dell’abitato, di ceramica di produzione indigena. Le comunità sicane indigene, reagirono alla fondazione delle colonie greche sulla costa (Himera, Selinunte e Akragas, odierna Agrigento) consolidandosi sempre più nell’entroterra e inevitabilmente tra le varie popolazioni si avviarono rapporti economico-culturali che molto probabilmente permisero all’insediamento di godere di un discreto benessere sino ai primi decenni del V secolo a.C. Tali relazioni sono documentate a Montagna dei Cavalli dal rinvenimento di vasi importati dalle colonie greche, databili a partire dalla prima metà del VI secolo a.C.; insieme a prodotti “greci” circolavano materiali di produzione indigena, caratterizzati da una decorazione di tipo geometrico dipinta o incisa sulla superficie dei vasi.

### Ἱππάνα: età ellenistica
Tra l’VIII e il VII secolo a.C., la storia delle aree interne della Sicilia occidentale fu caratterizzata da un attrito, perenne e con alterne vicende tra colonie greche e Cartaginesi, in alleanza con i Tirreni, e gli Elimi e Sicani che lottavano per la loro sopravvivenza. In tale periodo, è presumibile che sul territorio sicano dell’odierna Prizzi dovettero farsi sentire le mire espansionistiche di Akragas, che fu libera di agire contro il territorio sicano e di sfruttarlo a suo vantaggio per la coltivazione di cereali e altri prodotti. Dall’inizio del V secolo a.C., è difficile ricostruire le vicende della città che sorgeva sulla Montagna dei Cavalli, tuttavia, in base agli esigui reperti finora rinvenuti, dopo una fase di relativo benessere, l’antica città indigena subì una fase di grave crisi che probabilmente portò al suo abbandono. Ben presto la stessa Akragas, alleatasi con Siracusa, entrò in conflitto con la potenza economica e militare di Cartagine che culminò con la vittoria agrigentina nella battaglia sul fiume Imera (480 a.C.) che fermò per quasi ottanta anni l’espansione punica in Sicilia.
I continui dissidi tra le città stato della Sicilia tuttavia favorirono il ritorno sulla scena di Cartagine che ricominciò ad estendere i propri domini ad occidente. Ne scaturì un confronto militare con Siracusa che si concluse con la vittoria dei Corinzi guidati dal politico e militare Timoleonte (battaglia del Crimiso - 341 a.C.), venuti in soccorso ai Siracusani, e la stabile affermazione dell'epicrazia punica fino al fiume Alico (Platani o Salso?). Il buon governo di Timoleonte a Siracusa ebbe effetti positivi su tutta la Sicilia con risultati che, grazie agli scambi commerciali e culturali instaurati, ebbero riflessi anche sui territori punici. Di questa rinascita politica, culturale, economica ed urbanistica intorno alla metà del IV secolo a.C. beneficiò e ne fu simbolo proprio la ricostruzione della città sulla Montagna dei Cavalli, l’Ippana delle fonti, che entrò nella sfera di influenza punica. Solo tra la fine del IV e i primissimi decenni del III secolo a.C. l'abitato sembra essere stato protagonista di un episodio violento, da collegare forse con il conflitto tra Siracusa e Cartagine o con la venuta di Pirro, re dell’Epiro, in Sicilia, come attestano diversi interventi di modifiche alle fortificazioni superiori o ad alcuni edifici scavati sull’acropoli. La floridezza della città proseguì fino alla metà del III secolo a.C. con la sua distruzione violenta testimoniata da segni ben visibili in tutte le aree di scavo cui seguì un probabile abbandono. I dati archeologici rinvenuti si collegano bene all’episodio storico, avvenuto nel 258 a.C., della conquista di Ippana da parte dei Romani, durante la prima guerra punica.

Principali avvenimenti della prima guerra punica tra il 258 e il 256 a.C.

La città è stata menzionata da Polibio nel primo libro delle sue Storie: secondo il racconto dello storico, la città fu distrutta dai Romani comandati dal console Aulo Atilio Calatino nel 258 a.C., nel corso della prima guerra punica:
(Polibio, Storie, 1,24,10-11)
Probabilmente si tratta della stessa città menzionata da Diodoro Siculo come Sittana:
(Diodoro Siculo, Bibliotheca historica, XXIII,9,5)
Della stessa città sembra parlare anche Stefano di Bisanzio:
(Stefano di Bisanzio, Ethnica)
Vincenzo Tusa, però, non esclude una confusione dello scrittore bizantino con la città di Ippona, in Africa; l'espressione περὶ Καρχηδόνα, tuttavia, potrebbe significare "nel territorio di Cartagine", con riferimento all'epicrazia punica in Sicilia.

### Ipana: età romana?
Già dal 250 a.C. gran parte della Sicilia era sotto il dominio di Roma, escluso il regno di Siracusa, ai Cartaginesi non rimaneva loro nessun’altra base d’appoggio oltre a Lilibeo (città, situata sotto l'attuale Marsala). In una situazione di equilibri instabili, è possibile che il centro di Ippana sia sopravvissuto alla conquista romana del 258 a.C., i quali vi avrebbero stabilito un presidio. Diodoro Siculo infatti richiama la norma adottata dai romani nei confronti delle città conquistate (“... poi avanzato contro Sittana, la prese con la forza. Poi avendovi stabilito un presidio, come nelle altre città, andò ...”), la città su Montagna dei Cavalli, non sarebbe stata completamente rasa al suolo, e considerata la sua importanza strategica nel controllo del territorio e della via più breve che da Palermo porta ad Agrigento, il percorso sarebbe stato riadattato a scopi militari per facilitare i movimenti delle truppe romane nell’isola. L’importanza dello snodo viario è testimoniato anche dal ritrovamento, fortunoso e dubbio, durante dei lavori agricoli di un milliarium di età repubblicana riportante il nome del promotore della costruzione della strada, il console Aurelio Cotta nel 252 e nel 248 a. C., e le miglia, 57 (84 km circa). Tale reperto testimonierebbe che i Romani, in anni in cui le operazioni militari ebbero una relativa stasi, si dedicarono a riattivare la Panormo-Akragas.
Ad avvalorare una possibile sopravvivenza del centro su Montagna dei Cavalli potrebbe contribuire l’elenco probatorio delle città che avevano chiesto il patrocinio di Cicerone o avevano testimoniato contro Verre. Tra le 35 città Cicerone aveva inserito un popolo che il copista fraintese con un impossibile mensibus. Tra gli autori moderni soltanto Beloch lesse Ipanensibus, comprovando la sua scelta sia con l’esistenza numismatica della zecca, sia col confronto con il testo di Plinio il Vecchio.
La città infatti potrebbe essere stata menzionata anche da Plinio il Vecchio, che nel terzo libro della sua Naturalis historia elenca una lista di civitates della Sicilia, tra cui figura anche la città degli Ipanenses, probabilmente gli abitanti di Ipana. Il termine, tuttavia, è stato letto da vari studiosi come Ichanenses e riferito, pertanto, alla città di Ichana. Se Plinio avesse realmente fatto riferimento a Hippana, la città dovrebbe essere inclusa tra le 68 civitates della Sicilia romana di età repubblicana: sarebbe appartenuta, probabilmente, a quella categoria di città (insieme con Adranum, Makella, Mytistraton, Kamarina e Megara) che avevano subito la confisca dell'intero territorio e che erano sottoposte al pagamento della decima dei prodotti agricoli al praetor e di un fitto ai censores.
Il mantenimento del centro, su Montagna dei Cavalli di Prizzi o in territorio limitrofo, sarebbe spiegabile e necessario sia per l’importanza strategica nel controllo di un territorio abbastanza vasto, sia per la gestione di aree molto adatte all’agricoltura e all’allevamento, fondamentali nel progetto agricolo di granaio di Roma. Sorgesse o no sulla Montagna dei Cavalli la misteriosa Ippana polibiana, il definitivo abbandono dal baluardo fortificato e la progressiva nascita di piccoli insediamenti rurali nel territorio è confermato da un altro importante documento: l'Itinerarium provinciarum Antonini Augusti della fine del III secolo e inizio del IV secolo d.C. Tra le stazioni militari (stationes) presenti nella zona, la maggior parte degli studiosi concorda nel passaggio del percorso per Prizzi, identificata nella statio Petrinae.

## Area archeologica

### Ambienti

#### Fortificazioni murarie
La città era protetta da due cinta murarie concentriche, indipendenti ma complementari tali da garantire un sistema difensivo sicuro, reso ancora più affidabile dalla difesa naturale dei fianchi rocciosi della montagna. Non è tuttavia da escludere la presenza di altri muri difensivi nell’ampia fascia compresa tra le due fortificazioni principali. La cinta inferiore, a doppio paramento e riempimento in terra e pietrame, delimitava l’intero abitato e presenta una torre rettangolare di blocchi squadrati e una probabile porta a sud-ovest. Una possente cinta muraria superiore, spessa due metri, a doppio paramento di lastre di calcare chiare tipiche del luogo, correva per settecento metri sul ciglio a chiudere l’acropoli. Presentava l’ingresso principale sul versante occidentale, oltre ad altre tre porte e una torre rettangolare.

##### Porte
Sul versante occidentale della cinta muraria inferiore è stata scoperta una porta larga 4,10 m. Il muro di cinta superiore era dotato di almeno tre porte, ad Ovest, a Sud/Ovest e a Nord/Est.

##### Torri
La porta nella cinta muraria inferiore era protetta da una torre quadrangolare. Sul versante Nord/Est del muro superiore sono stati messi interamente in luce i resti di una torre di difesa anch'essa rettangolare. Tale torre proteggeva una piccola postierla di tre vani che presenta all'interno strati considerevoli di crollo del tetto e delle pareti tale da far pensare ad una sua distruzione violenta. La funzione difensiva è avvalorata dal rinvenimento di giavellotti e punte di freccia.

#### Centro abitato
Tra i due ordini di fortificazioni murarie si estendeva il centro abitato. Esso era disposto a terrazze concentriche sui fianchi del monte su un’area di forma trapezoidale di circa 30-35 ettari, dei quali solo 25 effettivamente abitati.

#### Acropoli
L'acropoli è costituita da un pianoro elevato e scoperto, posto sulla sommità del monte, per secoli adibito a pascolo e altri lavori agricoli, entrambe condizioni che ne causarono spietramenti e rovina degli antichi edifici.
L'orientamento degli edifici A, B, del vano I e quello delle strutture che emergono nell'area centrale, tutti disposti quasi perpendicolarmente alla pendenza del terreno, fanno dedurre un regolare orientamento degli edifici dell'acropoli, già favorita da una regolarità della disposizione naturale della zona pianeggiante in cima al monte.
Le tre aree di scavo aperte sull'acropoli sono costituite:
- dall'edificio A e l'agorà;
- dall'edificio B;
- dagli edifici C, D e dal vano I.

Agorà
L’agora, ovvero la piazza pubblica e punto nevralgico della vita cittadina, occupava un’ampia area dell’acropoli dove non sono state trovate tracce di edifici e che sembra stata livellata artificialmente.
Edificio B
Sul punto più alto del monte, sono stati portati alla luce pochi resti murari relativi ad un edificio a pianta rettangolare probabilmente destinato alle funzioni sacre. In un piccolo vano sono state rinvenute un gruzzolo di monete di bronzo siculo/puniche con cavallino e palmetta, databili alla metà del III secolo a.C., negli anni quindi della distruzione della città da parte dei Romani ed una bella laminetta di argento dorato, decorata a rilievo con volto maschile trifronte.
Edificio C
Nella zona meridionale dell’acropoli sono state messe in luce le fondazioni di un edificio a pianta circolare che faceva parte di un complesso più ampio ancora da esplorare. Tale struttura probabilmente era destinata ad una funzione pubblica.

#### Necropoli
Sul versante occidentale si stendeva la ricca e vasta necropoli, oggi pressoché interamente distrutta dagli scavatori clandestini che fin dagli anni '50 del secolo scorso hanno saccheggiato migliaia di tombe, depredando un enorme patrimonio costituito da reperti archeologici, oggi dispersi in Italia e all’estero.

## Toponimo
Il toponimo della città ha fatto sorgere vari dibattiti tra gli studiosi. Le fonti antiche che citano la città, infatti, ne riportano il nome in tre diverse varianti: per Polibio è Ἱππάνα, per Diodoro Σιττἀνα; Stefano di Bisanzio, infine, la cita come Ἵπανα, con una sola π; quest'ultima forma sembra essere confermata dalle monete recanti per legenda ΙΠΑΝΑΤΑΝ.

## Museo

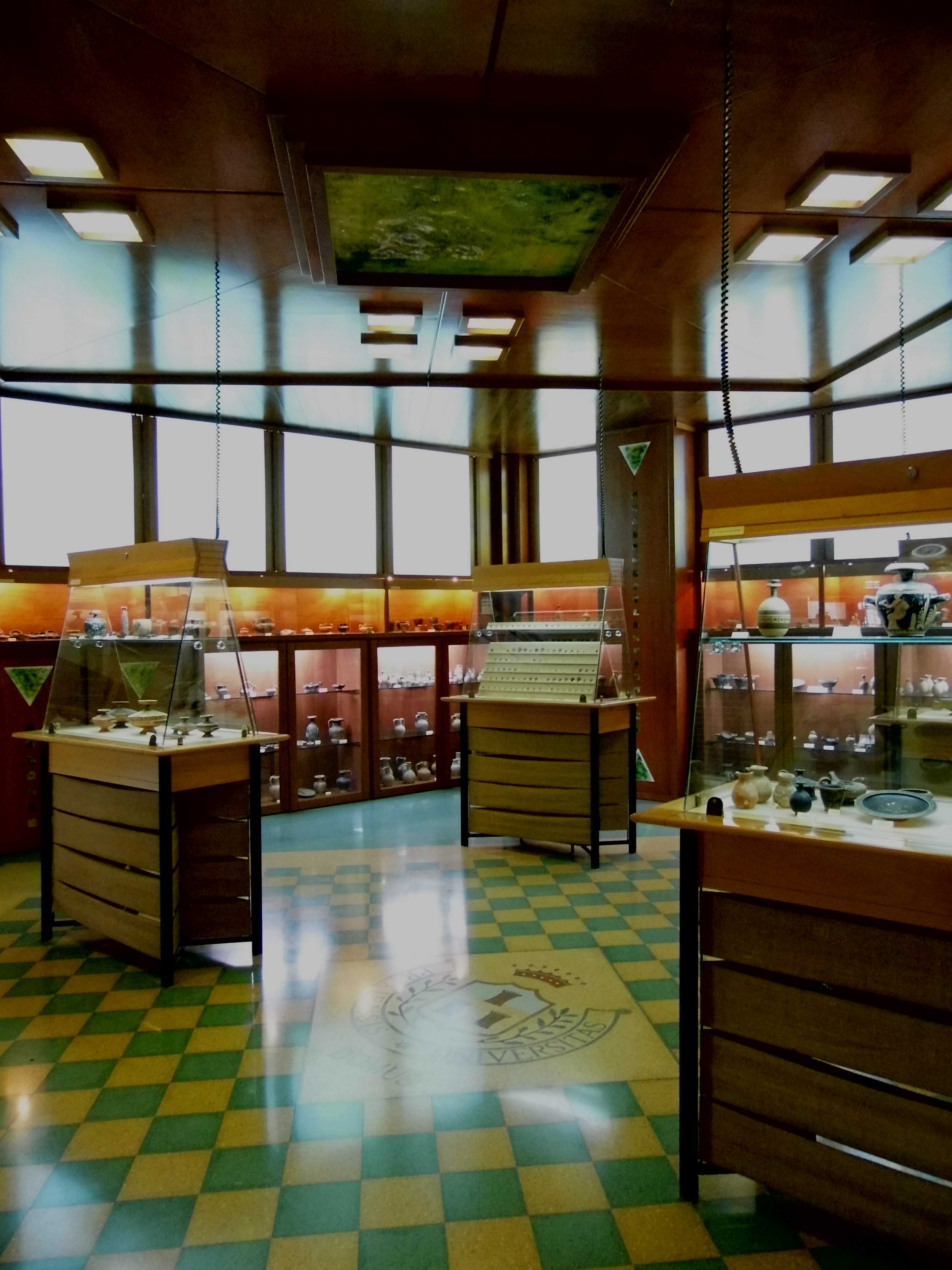
La sezione archeologica del museo di Prizzi

A Prizzi, in corso Umberto I, si trova il museo archeologico "Hippana", suddiviso in tre sezioni: una archeologica, una paleontologica e una mineralogica. Il museo contiene la maggior parte dei reperti rinvenuti sulla montagna dei Cavalli e attribuiti all'antica città di Hippana.